# 西突厥可汗列表
突厥汗国于552年建立，後于581年正式分裂成東突厥和西突厥。西部的西突厥在强盛时疆域囊括整个中亚，7世纪后期被中国唐朝所灭。
突厥的首領稱為可汗。

## 西突厥汗国可汗
- 室点密（558年左右-576年）
- 达头（576年-603年，583年正式独立）
- 处罗（603年-611年，被中国隋朝扣留）
- 射匮（611年-618年）
- 统叶护（618年-628年）
- 肆叶护（628年-632年）
  - 俟毗（628年-630年，统叶护叔，自立为可汗，败死于肆叶护）
- 咄陆（632年-634年）
- 咥利失（634年-639年，败于乙毗咄陆，西突厥分裂）
- 乙毗沙钵罗叶护（639年-641年，为乙毗咄陆击杀）
- 乙毗咄陆（638年-646年）
- 乙毗射匮（646年-650年）
- 沙钵罗（即阿史那贺鲁）（650年-658年）

## 兴昔亡可汗
兴昔亡可汗管理西突厥左厢五咄陆，为昆陵都护府。咄陆五姓啜号：处木昆律啜（匐延州都督府），胡禄屋阙啜（盐泊州都督府），摄舍提敦啜（双河州都督府），突骑施贺逻施啜（洁山州都督府、嗢鹿州都督府），鼠尼施处半啜（鹰娑州都督府）。
- 阿史那弥射（657年-662年）
  - 阿史那都支（671年-679年）
- 阿史那元庆（685年-692年）
  - 阿史那俀子（693年-694年）
- 阿史那献（708年-717年）
- 阿史那震（735年-736年）

## 继往绝可汗
继往绝可汗管理西突厥右厢五弩失毕部五姓，为濛池都护府。弩失毕五姓俟斤号：阿悉结阙俟斤（俱兰州都督府），哥舒阙俟斤（哥系州都督府、答烂州都督府），拔寒干暾沙阙俟斤（迦瑟州都督府），阿悉结泥孰俟斤（千泉州都督府），阿舒虚半俟斤（孤舒州都督府、盐禄州都督府、东盐州都督府、西盐州都督府）。
- 阿史那步真（657年-667年）
- 阿史那斛瑟罗（685年-703年）
- 阿史那怀道（704年-708年）
- 阿史那昕（740年-742年）